# ひょうごメタルベルトコンソーシアム
ひょうごメタルベルトコンソーシアムは、兵庫県立大学が主催する産学連携のためのコンソーシアムで、硬度・耐熱性・微細加工性に優れた金属粉末や3D造形技術の確立を目指している。兵庫県立大学内に設立された『金属新素材研究センター』では実際に導入された金属3Dプリンターを使った試験造形を受け付けるほか、技術習得セミナーや金属3Dプリンターに関する展示会の視察報告会、会員企業間の技術シーズの成果報告などの共有会を行っている。
会員企業/団体には金属3Dプリンター開発企業、サービスビューロ（3Dプリンターによる受託加工業者）、金属材料メーカー、金属加工業者などがある。

## 概要
兵庫県が面する瀬戸内海沿岸は全国有数の金属素材製造・加工企業が集積地である一方で、生産拠点の海外転出などの影響で高付加価値なものづくりの必要性が叫ばれていた。
「ひょうごメタルベルト」とはこの瀬戸内海沿岸の産業集積地のことを指す。
兵庫県立大学内に設立されている金属新素材研究センターは高付加価値なものづくりを支える基礎研究の中核施設を目指して設立された。
応用分野への適用や新産業の育成を産学連携の取り組みを通じて創出していくという枠組みの中で、2019年にひょうごメタルベルトコンソーシアムは設立された。

## 施設・設備
- 電子ビーム型金属用3Dプリンタ＜多田電機株式会社開発のTRAFAM要素技術研究機＞
- 株式会社松浦機械製作所製のLUMEX Avance-25
- 合金作製装置／粉末作製装置（日新技研製）
- フィールドエミッション型電子プローブマイクロアナライザ（日本電子）

## 会員企業/団体
（2020年12月1日現在）
- iCOM技研株式会社
- 愛知産業株式会社
- 株式会社アコオ機工
- 株式会社有我工業所
- 井河原産業株式会社
- 特許業務法人いしい特許事務所
- 伊福精密株式会社
- エア・ウォーターNV株式会社
- エスペック株式会社神戸R&Dセンター
- ＭＨIパワーエンジニアリング株式会社
- ＭＴＡ合金株式会社
- 大阪アサヒ商事株式会社
- 株式会社大阪チタニウムテクノロジーズ
- 株式会社オカモト機器産業
- 株式会社奥谷金網製作所神戸本社
- 株式会社KADO(カド)
- 株式会社カネシカ
- 株式会社兼松KGK
- 川崎重工業株式会社
- 株式会社カワニシホールディングス
- 関西科学機械製作株式会社
- 株式会社きたむら
- 株式会社KYOSOテクノロジ（キョウソウ）
- 近畿工業株式会社
- 金属技研株式会社
- 株式会社金属積層造形サポートシステム
- 虹技株式会社
- 株式会社高純度化学研究所／大阪支店
- 株式会社神戸工業試験場
- 株式会社神戸製鋼所／機械研究所
- 株式会社神戸製鋼所／高砂製作所
- 株式会社コベルコ科研／ターゲット事業本部
- 是常精工株式会社
- 佐藤精機株式会社
- サワダ精密株式会社
- サンアロイ工業株式会社
- 株式会社サンキョー
- 山陽特殊製鋼株式会社
- ジカンテクノ株式会社
- シモダフランジ株式会社
- 株式会社新興精機株式会社
- 新報国製鉄株式会社
- 末陰産業株式会社
- セイコー化工機株式会社
- 瀬尾高圧工業株式会社
- 株式会社大日製作所
- 竹内鉄工株式会社
- 株式会社たけびし
- 多田電機株式会社
- タテホ化学工業株式会社
- 株式会社タニグチ機工
- 株式会社帝国電機製作所
- 株式会社テックラボ
- 株式会社東邦ゴルフ
- トクセン工業株式会社
- ナイス株式会社
- 株式会社ニコンインステック関西支店
- 株式会社日輝製作所
- 日新技研株式会社
- 株式会社ニッセイ機工
- 日鉄テクノロジー株式会社広畑事業所
- 日本アエロジル株式会社
- 日本シリコロイ工業株式会社
- 日本精機宝石工業株式会社
- パイオニア精工株式会社
- 株式会社汎建大阪製作所
- 株式会社阪神メタリックス
- 阪神機器株式会社
- 兵神機械工業株式会社
- 株式会社広築神戸支社
- 福伸電機株式会社
- 福助機工株式会社
- 福田金属箔粉工業株式会社
- 株式会社フクトクテクノス
- 冨士発條株式会社
- 別府金型有限会社
- 株式会社真壁技研
- 株式会社松一
- 株式会社松浦機械製作所
- ミツ精機株式会社
- 三菱パワー株式会社
- 三ツ星ベルト株式会社
- ミヤコ化学株式会社
- 宮脇機械プラント株式会社
- MAKErs SENSE(メーカーズセンス)
- 株式会社山一ハガネ
- ヤマハ発動機株式会社
- 株式会社ユーエム工業
- 美岡工業株式会社
- 菱三工業株式会社
- アドック神戸（兵庫県中小企業家同友会）
- 加古川市ものづくり支援センター
- 長野県工業技術総合センター
- 兵庫県中小企業団体中央会
- 一般財団法人近畿高エネルギー加工技術研究所（AMPI）
- 一般社団法人神戸市機械金属工業会（KAN:神戸エアロネットワーク）
- 公益財団法人神戸市産業振興財団
- 公益財団法人新産業創造研究機構（NIRO）
- 公益財団法人ひょうご科学技術協会
- 兵庫県立大学金属新素材研究センター
- 兵庫県立工業技術センター
- 公益社団法人兵庫工業会
- はりま産学交流会
- 技術研究組合次世代3D積層造形技術総合開発機構（TRAFAM）
- 公益財団法人ひょうご産業活性化センター